# アメリカン・タブロイド
『アメリカン・タブロイド』（原題：American Tabloid）は、ジェイムズ・エルロイが1995年に発表した小説で、「アンダーワールドUSA」三部作の第1作にあたる。

## 概要

### 物語
1958年11月12日以降、5年間にわたるアメリカ現代史を緻密になぞる構成になっている。物語の主要な局面は3人の悪徳な政府関係者たちによって迎えられ、3人はそれぞれ別のかたちでケネディ大統領暗殺事件に深く関わっていく。
FBI捜査官ケンパー・ボイドは当時のFBI長官であるジョン・エドガー・フーヴァーの命を受け、フーヴァーの天敵であったジョン・F・ケネディ上院議員とその弟ロバート・ケネディのもとに潜入する。そのころ、ボイドの友人であり元パートナーでもあるFBI局員ウォード・リテルは社会主義者たちの監視任務についていた。また元ロサンゼルスの保安官補であったピート・ボンデュランドは、現在は億万長者であるハワード・ヒューズのボディーガードとして働き、CIAが極秘のうちに進めていたキューバ・カストロ政権の打倒に関わることになる。
ピッグス湾侵攻作戦が失敗に終わったのち、3人の男たちはケネディ暗殺の陰謀に突き進む。
他に登場する実在人物としてはサム・ジアンカーナ、カルロス・マルセロ、ジャック・ルビー、ジョセフ・P・ケネディ、ガイ・バニスター、ピーター・ローフォード、フランク・シナトラ、エヴァ・ガードナー、ジミー・ホッファが挙げられる。
続編は『アメリカン・デス・トリップ』、『アンダーワールドUSA』。